# Anorexia Nervosa (banda)
Anorexia Nervosa é uma banda francesa de black metal sinfônico formada em 1995. É composta por Stefan Bayle (guitarra), Nilcas Vant (bateria), Pier Couquet (baixo), Neb Xort (teclados) e Hreidmarr (vocais).

## História
A partir da banda Necromancia, uma banda francesa death metal e metal gótico, nasce Anorexia Nervosa. Nesta altura a banda era composta por Stefan Bayle e Marc Zabé na guitarra, Pier Couquet era o baixista, Nilcas Vant ocupava-se da bateria e Stéphane Gerbaud dos vocais. O estilo da banda era influenciado por heavy death metal, metal gótico e Death Wave.
Em 1995, depois de vários concertos com bandas como Sup, Yuggoth, Opera IX, Anorexia Nervosa lança a primeira demo, Nihil Negativum.
Depois de um concerto no sul de França são convidados pela editora Season of Mist a gravar um álbum (Exile), que foi lançado em 1997. O álbum tinha como temas a neurose e a negação da existência.
Alguns membros da banda queriam continuar no mesmo estilo de Exile, mas a maioria discordava. Então Stéphane Gerbaud e Marc Zabé deixaram a banda. Pouco depois a banda apresentou o seu estilo actual, que é caracterizado como o verdadeiro Dark Nihilistic Metal, rápido e poderoso, que representa a maneira niilista forma de viver.
Em 1999 foi lançada a EP Sodomizing the Archedangel, seguindo-se depois uma tournée pela França, já com Hreidmarr nos vocais e Neb Xort no teclado.
Em Março de 2000 a banda lança o álbum Drudenhaus, mais rápido e sinfónico, com influências clássicas. Segue-se, em 2001, o álbum The New Obscurantis Order.
Em 2004 o álbum Redemption Process é considerado um dos melhores álbuns de black metal do ano.
Em 2005 a banda dedica-se aos concertos, participando nos festivais Fury Fest e Summer Breeze. Em Setembro a banda sai em tournée com as bandas Vader, Rotting Christ e Lost Soul. Nesse mesmo mês é lançada a EP The September EP.
A banda está em hiato desde 2007, pois não conseguiram achar um substituto para RMS Hreidmarr, que deixou o grupo em 2005.

## Integrantes
Última formação
- Stefan Bayle - guitarra (1995-presente)
- Nilcas Vant - bateria (1995-presente)
- Pier Couquet - baixo (1995-presente)
- Neb Xort - teclados (1999-presente)

Ex-membros
- Marc Zabé - guitarra (1995-1998)
- Stéphane Gerbaut  - vocal (1995-1998)
- RMS Hreidmarr - vocal (1998-2005)

## Discografia
- 1995 - Nihil Negativum (demo)
- 1997 - Exile
- 1999 - Sodomizing The Archedangel (EP)
- 2000 - Drudenhaus
- 2001 - New Obscurantis Order
- 2004 - Redemption Process
- 2005 - The September EP (EP)
- 2009 - Disturbed (Compilação)